# Новохатько Михайло Степанович
Новохатько Михайло Степанович (*7 вересня 1907, Чикалівка — †31 серпня 1944, Ряшів) — радянський танкіст, Герой Радянського Союзу (1943), гвардії полковник, за період служби нагороджений орденом Леніна, орденами Кутузова 2-го ступеня, Вітчизняної війни 1-го ступеня.

## Біографія
Народився 7 вересня 1907 року в селі Чикалівка нині Кременчуцького району Полтавської області (Україна) в селянській родині. Українець. Член ВКП(б) з 1931 року. Освіта середня. У 1927—1929 роках працював інструктором райкому комсомолу Куцеволовского району Кіровоградської області Української РСР. У Червоній Армії з 1929 року.

## На фронтах війни
На фронтах радянсько-німецької війни з 1941 року. Командувач (з 26 липня 1943) 51-ї гвардійської танкової бригадою (6-й гвардійський танковий корпус, 3-тя гвардійська танкова армія, Воронезький фронт) гвардії полковник Михайло Новохатько відзначився у битві за Дніпро.
22 вересня 1943 року він організував переправу довіреної йому бригади на правий берег річки Дніпро біля села Григорівка Канівського району Черкаської області і забезпечив захоплення плацдарму.
За вміле командування танковою бригадою і проявлені при цьому мужність і героїзм Указом Президії Верховної Ради СРСР від 17 листопада 1943 року гвардії полковнику Новохатько Михайлу Степановичу присвоєно звання Героя Радянського Союзу з врученням ордена Леніна і медалі «Золота Зірка» (№ 2113).
З 16 січня 1944 гвардії полковник Новохатько М. С. командував 56-ю гвардійською танковою бригадою (4-й гвардійський танковий корпус, 60-та армія, 1-й Український фронт), а з другої половини березня 1944 року — 70-ю механізованою бригадою (9-й механізований корпус, 3-тя гвардійська танкова армія, 1-й Український фронт).
Комбриг загинув смертю хоробрих у бою за визволення польського міста Ряшів 31 серпня 1944. Похований у місті Перемишль (Польща).

## Нагороди, пам'ять
Нагороджений орденом Леніна, орденами Кутузова 2-го ступеня, Вітчизняної війни 1-го ступеня.
У місті Кременчуці встановлена меморіальна дошка. Також на Алеї Героїввисічено фото та ім'я Михайла Новохатька.
Ім'я Героя носять Кам'яно-Потоківська середня школа Кременчуцького району, МПТУ № 6 міста Кременчук, вулиця в його рідному селі.